# Hudson Bend
Hudson Bend és una concentració de població designada pel cens dels Estats Units a l'estat de Texas. Segons el cens del 2000 tenia 2.369 habitants.

## Demografia
Segons el cens del 2000, Hudson Bend tenia 2.369 habitants, 1.065 habitatges, i 614 famílies. La densitat de població era de 229,2 habitants per km².
Dels 1.065 habitatges en un 25,5% hi vivien nens de menys de 18 anys, en un 47,7% hi vivien parelles casades, en un 6,2% dones solteres, i en un 42,3% no eren unitats familiars. En el 32,3% dels habitatges hi vivien persones soles el 5,1% de les quals corresponia a persones de 65 anys o més que vivien soles. El nombre mitjà de persones vivint en cada habitatge era de 2,22 i el nombre mitjà de persones que vivien en cada família era de 2,82.
Per edats la població es repartia de la següent manera: un 20,6% tenia menys de 18 anys, un 4,9% entre 18 i 24, un 33% entre 25 i 44, un 32% de 45 a 60 i un 9,4% 65 anys o més.
L'edat mediana era de 42 anys. Per cada 100 dones de 18 o més anys hi havia 116,8 homes.
La renda mediana per habitatge era de 61.406 $ i la renda mediana per família de 77.463 $. Els homes tenien una renda mediana de 42.679 $ mentre que les dones 34.338 $. La renda per capita de la població era de 37.560 $. Aproximadament l'1,5% de les famílies i el 3,5% de la població estaven per davall del llindar de pobresa.

## Poblacions més properes
El següent diagrama mostra les poblacions més properes.